# بدا
بَداء به معنای تغییر مقدّرات غیرحتمی از سوی خداوند بر اساس افعال اختیاری انسان، و پاره‌ای حوادث و وقایع و تحت شرایط و عوامل ویژه است. بر اساس وعده‌های خداوند، به جای برخی از مقدرات غیر حتمی الهی، به جهت اختیار و عملکرد انسان نظیر صدقه، صله رحم، نیکی به پدر و مادر و قدردانی از آنان یا ترک این‌گونه امور، سرنوشت بهتر یا بدتری برای وی رقم می‌خورد.

## معنای لغوی و اصطلاحی
واژه «بَداء» اسم مصدر از ماده «بدو» استدر لغت در چند معنا به‌کار رفته‌است: آشکار شدن از خفا، ظهور چیزی از عدم، تغییر در قصد
بداء در لغت به معنای ظاهر شدن است و در اصطلاح به معنای آشکار شدن امری از ناحیه خداوند برخلاف آنچه مورد انتظار بوده‌است، که در واقع محو اولی و اثبات دومی است و خدا به هر دو حادثه آگاه است. علمای شیعه تأکید نموده‌اند بداء دربارهٔ خدا به معنای دگرگون شدن اراده او نیست، بلکه این لفظ همانند غضب و رضا در حق خدا استعمال مجازی دارد.

## چالش
با توجه به این‌که همه مسلمانان معتقدند خداوند از هرگونه جهل و نقص منزه است، استناد بداء به خداوند در متون دینی باعث شده‌است که مسئله بداء به‌طور گسترده در منابع کلامی و تفسیری مورد توجه و تحقیق قرار گیرد و به‌طور مستقل کتابهایی در این زمینه تألیف شود. در این‌گونه کتاب‌ها دو نکته اصلی مورد توجه قرار گرفته‌است:
1. تبیین مفهوم بداء و بیان این مسئله که چگونه اعتقاد به آن مستلزم استناد جهل به خداوند نیست.
2. تبیین این‌که اعتقاد به بداء نه تنها موجب پذیرش نقص نیست، بلکه می‌تواند در تصحیح نگرش انسان به اداره جهان از سوی خداوند مؤثر باشد.

## قرآن
در قرآن از لفظ بداء به معنای اصطلاحی‌اش سخنی به میان نیامده است؛ ولی از آیات مختلفی این مفهوم قابل استفاده است؛ که مفسران ذیل آن آیات به بداء پرداخته‌اند:
1. آیاتی که قضا و قدر حتمی و غیرحتمی خداوند را بیان می‌کنند، مانند آیه ۳۹ سوره رعد؛ یا اجل حتمی و غیرحتمی انسان‌ها را بیان می‌دارند، مانند آیه ۲ سوره انعام.
2. آیاتی که تغییر سرنوشت انسان‌ها را بر اثر افعال اختیاری آنان مطرح می‌کنند؛ مانند آیه ۱۱ سوره رعد و آیه ۵۳ سوره انفال.
3. آیاتی که ناظر به مصادیق عینی بداء بوده، به موارد خاص آن اشاره دارد؛ مانند:
  1. برطرف شدن عذاب از قوم یونس بر اثر تضرع و دعای آنان (یونس:۹۸)[۹]
  2. تغییر فرمان الهی به ابراهیم در مورد ذبح اسماعیل (صافّات:۱۰۲–۱۰۷)
  3. حرام ساختن ورود بنی‌اسرائیل به سرزمین مقدس به مدت ۴۰ سال در پی مخالفت آنان با فرمان ورود در آن: «یا قَومِ ادخُلوا الاَرضَ المُقَدَّسَة… قالَ فَاِنَّها مُحَرَّمَةٌ عَلَیهِم اَربَعینَ سَنَةً» (مائده/۵٬۲۱ و ۲۶)[۱۰]
  4. اضافه شدن ۱۰ روز به میقات ۳۰ شبه موسی و پایان یافتن آن در ۴۰ شب: «و واعَدنا موسی ثَلاثینَ لَیلَةً واَتمَمناها بِعَشر…» (اعراف:۱۴۲)

مفسران همچنین در ذیل برخی آیات دیگر هم مسئله بداء را مطرح ساخته‌اند، مانند تأثیر ایمان و تقوا و استغفار در گشودن برکاتی از آسمان و زمین و نزول برکات آسمانی (اعراف:۹۶؛ نوح:۱۰ و ۱۱)، اعتبار تأثیر برخی از امور در افزایش یا کاهش عمر، در علم الهی (فاطر:۱۱) و نیز نقش دعا و تضرع در شب قدر و تأثیر آن در دگرگون شدن تقدیرات غیر محتوم (دخان:۴) و ارتباط آن با آیات بداء.

## پذیرش بداء
بسیاری از علمای اسلامی بداء را نوعی نسخ دانسته‌اند، با این تفاوت که بداء در تکوین و نسخ در تشریع است، یا اینکه بداء فقط در تکوینیّات و نسخ در مسائل تکوینی و تشریعی هر دو جاری است. برخی از اهل سنت هم بداء را همان نسخ دانسته و مفاد آیه ۱۳ سوره رعد را با مفاد آیه نسخ (آیه ۱۰۶ سوره بقره) یکی دانسته‌اند. یعنی همان‌طور که با نسخ الهی تشریع شد که قبله مسلمانان از مسجد الأقصی به سمت کعبه تغییر جهت دهد، در نظام تکوین هم عذاب قوم یونس با دعا و تضرع و توبه آن‌ها از ایشان برداشته شد.

## انکار بداء
با وجود این‌که مسئله بداء در کتب روایی شیعه و سنی ذکر شده‌است، برخی از علمای شیعه و سنی آن را نیازمند نسبت دادن جهل به خداوند دانسته‌اند و آن را انکار یا تأویل نموده‌اند.
با وجود این‌که به مسئله بداء در کتب صحاح اهل سنت تصریح شده‌است و برخی مفسران اهل سنت روایاتی در این زمینه نقل کرده‌اند برخی از علمای اهل سنت بداء را همسان با جهل خدا دانسته‌اند و آن را رد کرده‌اند.
همچنین با وجود این‌که حدود ۷۰ روایت در منابع شیعی در مورد بداء نقل شده‌است، مثلاً در کتاب کافی -معتبرترین کتاب روایی نزد شیعه- باب جداگانه‌ای با ۱۶ روایت در این زمینه وجود دارد، تصور باید پذیری بداء با جهل و نقصان علم خدا موجب شده تا برخی عالمان شیعه از به کار بردن بداء در مورد خداوند کراهت داشته باشند، و حتی آن را انکار کنند یا اینکه بداء را تأویل برده، آن را به معنای اِبداء (اظهار) بدانند.
برخی از اهل سنت هم بداء را ویژه شیعه دانسته‌اند، و آن را رد نموده‌اند. این در حالی است که شیعیان هم مانند اهل سنت، بداء به این معنا که برای خدا علم جدیدی حاصل شود که خدا پیشتر به آن جاهل بوده را نمی‌پذیرند و خود آن را کفر می‌دانند.
در کتاب دانشنامه قرآن و حدیث آمده‌است:
همه فِرَق و مذاهب اسلامی، عملاً مفهوم بَدا را پذیرفته‌اند. البتّه برخی، از آن رو که معنای بَدا را به درستی درک نکرده‌اند و پنداشته‌اند که بَدا با علم ذاتی و اَزَلی خدا در تعارض است، به انکار آن پرداخته‌اند.

این، در حالی است که در عمل، همه فِرَق مسلمان، دست به دعا برمی‌دارند و نه تنها نیازهای خویش، بلکه تغییر سرنوشت خود را از خدا می‌خواهند، و این، چیزی جز اعتقاد عملی به مفهوم «بَدا» نیست؛ چرا که جز با اعتقاد به امکان تغییر وضعیّت موجود (یعنی همان «بَدا»)، نمی‌توان آن را از خدا، درخواست کرد.

## جااندازی مسئله بداء
علمای اسلامی در تبیین مسئله بداء و بیان عدم تلازم آن با نسبت جهل به خداوند، چنین گفته‌اند که گرچه طبق تعالیم قرآنی، علم خداوند از هر جهت مطلق نامحدود است و «اِنَّ اللّهَ بِکُلِّ شَیء عَلیم» (عنکبوت:62)، و خداوند بر همه حوادث از ازل تا ابد آگاه است؛ سرنوشت انسان‌ها و حوادث و وقایعی که برای آن‌ها پدید می‌آید بر اثر عوامل و شرایط ویژه‌ای همانند اختیار افراد و گروه‌های انسانی رقم می‌خورد. اولی را قضای حتمی می‌نامند که در لوح محفوظ ذخیره شده‌است، و دومی را قضای غیرحتمی یا قدر می‌نامند که در لوح محو و اثبات ذخیره شده‌است، و طبق آیه قرآن «یَمحوا اللّهُ ما یَشاءُ و یُثبِتُ و عِندَهُ اُمُّ الکِتاب» (رعد:39) که بخش نخست آیه اشاره به قضای غیر حتمی دارد و قسمت دوم مربوط به قضای حتمی است. نظیر این معنا را در آیه «قَضی اَجَلاً واَجَلٌ مُسَمًی عِندَهُ» (انعام:6) می‌توان یافت.
این مسئله مورد توجه خود امامان معصوم هم بوده‌است، و در روایات آمده‌است بداء به هیچ وجه علم الهی را محدود نمی‌کند و ناشی از جهل نیست. ما از علم و اهداف و مقدراتی که خالق هستی تدبیر فرموده‌اند آگاهی کامل و توان عقلی در فهم آنها را نداریم پس چون از علت‌های خلقت چه آشکار و چه پنهان (انسان هم دارای حد و حدود است از این رو پنهان می‌نامیم) فهم کامل نداریم نمی‌توانیم هر آنچه که در خلقت می‌گذرد تا با بی‌تدبیری تغییر هدف یا پشیمانی او بنامیم زیرا تمام خلقت پدیدار شده در گذر زمان می‌باشد زمان که وجود دارد به این معناست که تمام هستی و خلقت هدفمند و مدبرانه در زمان خود تغییر می‌کنند.
حال انسان می‌تواند بر تغییرات تأثیر گذار باشد
بلی اما مهم این است که لازمات اولیه در هر چیز وجود دارند که انسان به شکلی طرح گردیده که بتواند بر آنچه هست در خلقت فهم به‌دست آورد
همین‌جا است انسان باید تعقل کند با توانی که به او داده شده‌است و می‌تواند فهم نسبت به هر چیز به‌دست آورد مبادا بر زیان و ضرر در زمان خود و زمان‌های آینده دست بر تغییرات و جابه جایی و تنظیمات هر چیز که زمانی مخصوص و معین دارند را بزند
اری توان انسان معمایی شگفت است و سؤال اینجاست پس چرا چنین طراحی شده‌ایم و حتی می‌توانیم بفهمیم طراح یا طراحانی ما و خلقت را تولید کرده‌اند
در آخر
```
انسان هر کاری که می‌کند توانایی است که برای او تعیین شده و این توانایی‌ها بسیار گسترده‌اند و حد و مرزش را فقط گذر زمان می‌تواند بر انسان‌ها آشکار سازد در واقع با گذر زمان متوجه توانایی انسان در تعیین سرنوشت‌اش شده‌ایم.
```

بداء
بار کلمه بداء و آن فهمی که در معنا بر انسان قالب می‌کند متغیر و شفاف نیست که برخالق نسبت داده شود
در نهایت به این دلیل که در برابر اهداف و تصمیمات خالق هستی اطلاع و آگاهی و فهم و درک کامل نداریم به‌واسطه همان قدرت تعقل و شعوری که برایمان تدبیر شده‌است می‌گوییم بهتر است هر لغت یا کلمه که بار فهمی و درک یا باوری دارند را به خداوند نسبت ندهیم و او را برای دیگران تعریف و به راهی غلط نبریم.
نتیجه:دربارهٔ به وجود آورنده یا به وجود آورندگان هستی بهتر است آنچه را که دور از واقعیت و حقیقت است را حتی به‌واسطه مصلحت نیز بیان و رواج ندهیم
زیرا باعث زیان می‌گردد
چرا:انسان با به‌کارگیری تمام توان خود و با به‌کارگیری تجربیات انسانها در گذشته فقط توان این را دارد که بفهمد خداوندی هستی را خلق فرموده‌اند
به این دلیل که همان خداوند چنین تعیین و تدبیر کرده‌اند پس یکی از مهم‌ترین علل پیشرفت و تکامل انسان در گذر زمان همین
```
تفکر و جستجو و پیدا کردن علت هر چیز در هستی و کشف اهداف خداوندش است
```

پس شاید به این دلیل او انسان را قادر به ارتباطی مستقیم با خود طراحی نکرده‌اند و فقط توان درک و فهم را لطف کرده‌اند.
وسلام

## ورود مفهوم بداء به شیعه امامی
اسماعیل، پسر جعفر صادق که یکی دو سال قبل از پدرش فوت کرد. او پسر ارشد و مورد علاقه پدر بود و مریدان معتقد بودند که او امام بعدی خواهد بود. حتی در جامعه شیعه شایعاتی وجود داشت مبنی بر اینکه پدر اسماعیل صریحاً او را به عنوان جانشین خود تعیین کرده‌است. مرگ غیرمنتظره اسماعیل برای کسانی از امامیه که معتقد بودند امامان برمبنای یک حدیث از قبل بترتیب تعیین شده‌اند و اینکه هر امامی جانشین خود را بر اساس آن دستوری که از جانب خداوند به او نازل شده یا از سوی پیامبر یا امامان پیشین تفویض شده‌است تعیین می‌کند مشکل اعتقادی ایجاد کرد. همچنین برای کسانی که فکر می‌کردند ائمه علم به آینده دارند، مشکل ایجاد کرد. این ابهام منجر به ورود مفهوم بداء که قبلاً کیسانیه مطرح کرده بودند به اندیشه امامیه شد، مفهومی که در ابتدا به عنوان تغییر در تصمیم الهی شناخته شد، اما بعدها توسط متکلمان امامیه به عنوان اشاره به تصمیم غیرمنتظره الهی، یعنی اینکه مردم به آن پی بردند، دوباره تفسیر شد. که تصمیم الهی با آنچه آنها فکر می‌کردند متفاوت بوده‌است.

## روایات در مورد بداء
از جعفر صادق در مورد بداء نقل شده‌است: «ما بدا لله فی شیء إلا کان فی علمه قبل أن یبدو له: خدا در هیچ کاری بداء ایجاد نمی‌کند، مگر آن‌که این [بداء] در علم او پیش از بداء هم بوده‌است.»
از همو نقل شده: «مَن زَعَمَ أنَّ اللّهَ عز و جل یَبدو لَهُ فی شَی ءٍ لَم یَعلَمهُ أمسِ فَابرَؤُوا مِنهُ: هر که بگوید برای خداوند -عز و جل- دربارهٔ چیزی بَدا حاصل شده که آن را دیروز نمی‌دانسته، از او بیزاری بجویید.»
همچنین از حسین بن علی نقل شده‌است: «اگر مردم می‌دانستند عقیده بداء چه پاداشی دارد در گفتن آن کوتاهی نمی‌کردند».
در کتاب کافی نقل شده‌است: «خداوند با هیچ عبادتی چون بداء پرستش نشده‌است».
علامه مجلسی در کتاب بحار الأنوار هفتاد حدیث در مورد بداء ذکر کرده‌است. در جلد ۱۲ دانشنامه قرآن و حدیث هم ۱۱۸ حدیث از منابع شیعه و اهل سنت در این باره ذکر شده‌است.

## آثار اعتقاد به بَداء
مهم‌ترین اثر اعتقاد به بَدا، اثبات قدرت و آزادی مطلق خداست؛ چرا که بر اساس امکان بَدا برای خداوند، تا زمانی که فعل و حادثه‌ای خاص در عالمْ رخ نداده‌است، ممکن است که خدا، تقدیر را عوض کند و آن حادثه خاص، واقع نشود، حتّی اگر مشیّت و تقدیر و قضای او به آن حادثه تعلّق گرفته باشد. بنا بر این، هیچ چیز حتّی قضا و قدر الهی نمی‌تواند قدرت و مالکیّت خدا را محدود سازد و دست او را ببندد.
ضمناً اگر بَدا را نفی کنیم و خداوند را فارغ از کار قضا و قدر بدانیم، انگیزه‌ای برای تغییر وضعیّت کنونیِ خود به وسیله کارهای خیر و عبادات و نماز، باقی نخواهد ماند؛ چرا که هر آنچه مقدّر شده‌است، همان خواهد شد و هیچ تغییری در قضا و قدر، رُخ نخواهد داد. بنا بر این، اعتقاد به بَدا، از یک سو، روحیّه امیدواری و تلاش را به انسان می‌دهد و از سوی دیگر، روحیّه دعا و توبه و تضرّع و توکّل به حق تعالی را در انسان، تقویت می‌کند.

## یهود و بداء
برخی از مفسران در ذیل آیه ۶۴ سوره مائده «وَ قالَتِ الْیَهُودُ یَدُ اللَّهِ مَغْلُولَةٌ غُلَّتْ أَیْدِیهِمْ وَ لُعِنُوا بِما قالُوا بَلْ یَداهُ مَبْسُوطَتانِ» بیان کرده‌اند که یهود معتقد بود که خداوند تقدیر را تعیین کرده‌است، و دست او بسته‌است از این‌که در آن تغییری ایجاد کند؛ و قرآن این نظر را رد کرده و در ادامه آیه بیان داشته: «بَلْ یَداهُ مَبْسُوطَتانِ یُنْفِقُ کَیْفَ یَشاءُ» دست خدا باز است که چیزی را مقدّم یا مؤخر سازد، یا در روزیِ کسی کاهش یا افزایشی ایجاد کند، و مشیت در دست اوست.
در مقابل این نظر که یهود را مخالف بداء می‌داند، برخی از اهل سنت مفهوم بداء در شیعه را برگرفته از افکار یهودیان دانسته‌اند، و آن را رد کرده‌اند.